# آنتونیو فلورس (بازیکن فوتبال، زاده ۱۹۲۳)
آنتونیو فلورس (اسپانیایی: Antonio Flores‎; ۱۳ ژوئیهٔ ۱۹۲۳ – ۱۶ مهٔ ۲۰۰۱) بازیکن فوتبال اهل مکزیک بود.
از باشگاه‌هایی که در آن بازی کرده‌است می‌توان به باشگاه فوتبال اطلس اشاره کرد.
وی همچنین در تیم ملی فوتبال مکزیک بازی کرده‌است.